# マレフィセント
- 眠れる森の美女_(1959年の映画) > マレフィセント
- ディズニー・ヴィランズ > マレフィセント

マレフィセント（Maleficent）は、ウォルト・ディズニー・プロダクションのアニメ映画『眠れる森の美女』（1959年）に初めて登場する架空のキャラクター。マレフィセントは、自らを「すべての悪の支配者」と称しており、シャルル・ペローの童話『眠れる森の美女』に登場する邪悪な妖精の代母のキャラクターや、グリム兄弟の再話『いばら姫』に登場する悪役を基にしている。マレフィセントのアニメーションは、マーク・デイヴィスによって制作された。
1959年の映画では、マレフィセントの声を担当したのはエレノア・オードリーで、彼女は以前に『シンデレラ』（1950年）でシンデレラの継母であるトレメイン夫人の声を担当した。マレフィセントは、邪悪な妖精であり、自らを「すべての悪の支配者」と称しており、洗礼式に招かれなかったことに腹を立て、生まれたばかりのオーロラ姫に「16歳の誕生日の前に糸車の錘に指を刺して死ぬ」という呪いをかける。
2014年の実写映画『マレフィセント』では、アンジェリーナ・ジョリーが主演し、このキャラクターが再解釈され、2019年の続編『マレフィセント2』でも彼女が続投した。このバージョンのマレフィセントは、誤解されやすいキャラクターとして描かれ、自身とその領地を人間から守ろうとする中で誤解される存在である。

## 製作
マレフィセントは、映画でオーロラのアニメーションも担当したマーク・デイヴィスによって描かれた。彼女は「マレフィセント」と名付けられたが、この名前は「悪を行う」という意味の形容詞である。デイビスがマレフィセントのデザインを決める際、魔女や老婆の標準的な描写は避けられ、代わりに彼はエレガントで不吉な、緑色の肌を持つ美女として描いた。彼女は「虚栄心の強いファム・ファタール（宿命の女）として、悪女の典型的なアーキタイプを利用している」とされている。デイビスによれば、マレフィセントは「巨大な吸血コウモリのようにデザインされ、威圧感を与えるようにした」とのこと。
彼女の声を担当したのはエレノア・オードリーで、彼女は以前に『シンデレラ』でシンデレラの継母であるトレメイン夫人を演じていた。オードリーはまた、アニメーターにインスピレーションを与えるために、これらのキャラクターの実写記録も提供した。さらに、ダンサーのジェーン・ファウラーが、マレフィセントのための実写の参考演技を行った。アニメーターのオリー・ジョンストンとフランク・トーマスは、自著『ディズニーヴィランズ』で、オードリーの声をアニメーション化することについて「困難だが非常に興奮する課題であり、その声のトラックには多くのほのめかしが、激しい力と混ざり合っていた」と述べている。
長い間、マレフィセントの姿は、1950年代のカルト的アイコンであるヴァンピラ役で知られる女優メイラ・ヌルミにインスパイアされたと噂されていた。2014年には、ヌルミの日記の中で、1956年11月にウォルト・ディズニーのためのセッションについて記述されたエントリーが発見された。その後、ウォルト・ディズニーは、ヌルミがキャラクターの「実写の参考モデル」として参加していたことを裏付けるアーカイブ文書を発見した。2014年の映画『マレフィセント』でのマレフィセントの姿は、レディー・ガガの「ボーン・ディス・ウェイ」（2011年）のミュージックビデオでの彼女の姿にインスパイアされている。
オリジナル映画でマレフィセントがドラゴンに変身するシーンでは、エリック・クリーワースがアニメーションを担当した。彼は、ドラゴンが「強力な筋肉で重い体を岩だらけの地形の上で動かしている」というイメージで、ガラガラヘビをモデルにしたと述べている。音響効果アーティストのジミー・マクドナルドは、ドラゴンの火の息の音を探すために、アメリカ陸軍に火炎放射の訓練フィルムを送ってくれるよう依頼した。このフィルムが、彼にとってまさに適切な音を提供した。

## 出演

### 眠れる森の美女
アニメ映画では、エレノア・オードリーが声を担当したマレフィセントが、ステファン王とリア王妃の城に新生児のオーロラ姫の洗礼式の最中に現れる。彼女は招待されなかったことに不満を表明し、これに対して善良な妖精の1人であるメリーウェザーが「あなたは招かれなかった」と返答する。これに怒ったマレフィセントはその場を去ろうとするが、リア王妃が彼女に対して「気を悪くしたのか」と尋ねる。これに対し、マレフィセントは怒りを否定し、代わりにオーロラに「贈り物」を与えて、自分が「悪意を持っていない」ことを証明しようと提案する。マレフィセントは、オーロラが「彼女を知るすべての人々に愛される」優雅で美しい女性に成長すると認めるが、招待されなかったことへの報復として、オーロラが16歳の誕生日の前に糸車の錘に指を刺して死ぬという呪いをかける。王室の衛兵が彼女を捕らえようとする前に、マレフィセントは勝ち誇って笑いながら姿を消す。メリーウェザーはまだ自分の贈り物を与えることができるが、マレフィセントの力を完全に消すことはできず、オーロラが指を刺しても死ぬことはなく、代わりに真実の愛のキスで目覚めるまで眠り続けるように呪いを和らげることしかできない。
その後、禁断の山にある彼女の城で、マレフィセントは彼女の獣のような軍勢に、3人の善良な妖精によって隠され育てられていたオーロラを見つけられなかった理由を問いただす。マレフィセントは、16年が経過しているにもかかわらず、彼らがずっと赤ん坊を探していたことを知る。彼女は破壊的な怒りに駆られ、すぐに彼女のペットのカラス、ディアブロにオーロラを見つけるように必死で命じる。このカラスは、メリーウェザーとフローラの間の魔法の口論によって彼らの居場所が露見したおかげで、オーロラを見つけることに成功する。
オーロラの16歳の誕生日の夕方、3人の妖精が一時的に憂鬱な姫を城の部屋に1人残した後、マレフィセントがウィル・オ・ザ・ウィスプ（鬼火）の形でオーロラを訪れ、彼女を塔の部屋に誘い込む。そこでマレフィセントは糸車に変身する。妖精たちは自分たちの過ちに気付き、オーロラが錘に触れないように塔の部屋へと追いかけるが、オーロラは指を刺して眠りに落ちてしまう。フローラ、メリーウェザー、フォーナが遅れて到着した時、マレフィセントが現れ、彼女たちが自分を倒そうとした努力を嘲笑する。マレフィセントは床に眠っているオーロラを見せ、妖精たちを驚かせながら、笑いながら姿を消し、彼女たちは悲嘆に暮れる。
その後、マレフィセントと彼女の手下たちはオーロラの真実の愛であるフィリップ王子を捕らえ、彼を監禁する。マレフィセントは自分が勝利したと思い、安らかに眠りにつく。しかし、後にディアブロが石に変えられているのを見て、妖精たちがフィリップを彼女の地下牢から解放したことを知る。彼女は城の塔の頂上に登り、フィリップに向かって稲妻を放つが、善良な妖精たちがこれらの試みを妨害する。彼女は茨の森を召喚し、それをフィリップが切り開いて進んでいく。怒り狂った彼女はフィリップに立ちはだかり、ステファン王の城の前で巨大な黒いドラゴンに変身する。3人の妖精たちはフィリップの「真実の剣」に魔法をかけ、フィリップはそれをマレフィセントの心臓に投げ込み、致命的な傷を負わせる。彼女は崩れゆく崖から転落し、死に至る。

### 『マレフィセント』シリーズ

#### マレフィセント
2014年の実写リブート版では、マレフィセントは善良な心を持ちながらも悲劇的な妖精として描かれており、超自然的な存在が住む領域「ムーア」を隣接する人間から守っている。このマレフィセントを演じたのはアンジェリーナ・ジョリーである。
彼女がアイコニックな黒い服装を着る前は、マレフィセントは巨大な翼を持ち、茶色の革のドレスを着て、サンダルとアンクレットを身に着けていた。彼女は木の折れた枝に触れるだけでそれを治すことができ、ムーアの住民たちと深い絆を共有していた。マレフィセントは、ピクシーの3人組、ノットグラス（イメルダ・スタウントン）、シスルトウィット（ジュノー・テンプル）、フリットル（レスリー・マンヴィル）にその存在を知らせられた後、盗賊の少年ステファンと友達になる。
大人になったマレフィセントは、恋人であるステファンに裏切られる。ステファンは、彼女の翼を焼き切って王位を得るために、鉄を使って彼女を傷つけた（ステファンは、マレフィセントがムーアへの武装侵攻を阻止した際に重傷を負わせたヘンリー王が、彼女の命に懸賞金をかけたため、これを実行した）。その後、カラスのディアヴァル（サム・ライリー）を手下として迎え入れたマレフィセントは、ムーアの守護者からその支配者へと名乗りを変える。彼女の服装と領域は、今や彼女を支配する憎しみを反映して暗くなる。やがて、ステファンが今や王となり、彼の王妃レイラがオーロラ（エル・ファニング）という名前の娘を持ったことを知ると、マレフィセントは自分が詩的な正義と考えるものの名の下に、オーロラが16歳の誕生日に死んだように眠りにつく呪いをかける。この呪いは、真実の愛のキスによってのみ解かれるもので、マレフィセントもステファンもそのような愛は存在しないと信じている。オーロラが16歳を迎えるまで、ノットグラス、シスルトウィット、フリットルがオーロラを見守るように任命されるが、彼女たちは非常に無能で怠慢である。マレフィセントは自分の呪いが成就するようにするため、遠くからオーロラを見守り、必要に応じて彼女を守る。最終的に、オーロラが働き者で優しい性格の若い女性に成長すると、マレフィセントはステファンの娘を罰することの愚かさに気付く。このオーロラへの愛情により、マレフィセントは自分自身が犯した過ちを取り消すことができる。フィリップのキスが呪いを解くことができなかった（フィリップがまだオーロラに真実の愛を抱いていなかったため）後、マレフィセントは後悔の念を口にし、自らオーロラの額にキスをする。オーロラは魔法の眠りから目覚め、父親の本性を完全に理解するようになり、オーロラは暗黒の妖精であるマレフィセントの切り取られた翼を返すことで、彼女の復讐心を鎮める。マレフィセントはステファンとの争いを終わらせることを宣言するが、ステファンは耐え難い恥によって駆り立てられ、彼女と自分を殺そうとするが、自分の城の最上階の塔から致命的な落下を遂げる。
オーロラが両親の領域を受け継いで即位した後、マレフィセントはオーロラをムーアの支配者として戴冠させ、ディアヴァルとフィリップが誇らしげにその様子を見守る。

#### マレフィセント2
アンジェリーナ・ジョリーは、『マレフィセント2』で役を続投し、マレフィセントとオーロラの関係が試される。彼女と同じ種族の他の妖精たちも登場し、彼らのリーダーはコナル（キウェテル・イジョフォー）である。物語の中で、フィリップ王子の母親であるイングリス王妃（ミシェル・ファイファー）は、マレフィセントが王に新たな呪いをかけたという印象を与えることで、人間と妖精の間に戦争を引き起こそうとする。その結果、マレフィセントは王国から逃げざるを得なくなるが、彼女と同じ種族の他の者たちによって救出される。
この時、マレフィセントの種族は「ダーク・フェイ」として認識されるが、彼女の力は特異であり、それは彼女が強力なフェニックスの最新の転生であるためである。女王は、赤い粉塵の雲を使ってすべての妖精を植物に変えるという計画を立て、オーロラの結婚式のために妖精たちを教会におびき寄せることで、彼らをほぼ全滅させようとする。しかし、ダーク・フェイの王国への攻撃中に、オーロラは真実を知り、両陣営に戦いを止めるよう説得する。フィリップは自分の兵士たちに訴え、オーロラはマレフィセントと対峙する。オーロラはマレフィセントを母として見続けていると断言した後、女王に塔から突き落とされるが、マレフィセントがオーロラを救い、王の呪いを解いて女王をヤギに変えることで紛争を終わらせる。
平和が戻ると、マレフィセントはフィリップとの結婚式でオーロラをバージンロードに連れて行き、後にオーロラに対し、最初の子供が生まれる時に戻ってくることを約束する。

### 『ディセンダント』シリーズ
クリスティン・チェノウェスは、ディズニー・チャンネルの実写映画『ディセンダント』（2015年）でマレフィセントを演じた。この映画は、ディズニーの象徴的なヒーローやヴィランのティーンエイジャーの子供たち、特にマレフィセントの娘であるマルを中心に展開される。マレフィセントは、この映画のメインのヴィランであり、ロスト島に閉じ込められたヴィランたちのリーダーでもある。
映画の前日譚である小説『失われし島』では、彼女と女王がその場所の支配者を巡って争ったことが言及されている。映画では、マレフィセントはフェアリー・ゴッドマザーの魔法の杖を手に入れ、それを自分の杖と組み合わせて善と悪を自由に支配しようと企み、そのために娘に杖を盗む任務を託す。彼女が誤って島を囲むバリアを破ったとき、彼女とマルは逃げ出し、杖を手に入れて、オラドンの住民たちをその場で凍結させる。マルは、友人たちの助けを借りて杖を取り戻すために母親と対決し、マレフィセントは対決の中でドラゴンに変身しなければならない。しかし、マルは友人たちとの友情によって得た力を使って母親を倒し、マレフィセントをトカゲに変え、その後すぐにガラスのキャビネットに閉じ込められる。
続編の『ディセンダント2』（2017年）では、マレフィセントはトカゲの姿のままであり、マルによって『失われし島』に戻され、誤って落ちてその場所の街中に放り出される。『ディセンダント3』（2019年）には登場しないが、マルの父親がハデスであることが明らかになる。
彼女は、アニメーション特別番組『ディセンダント：ロイヤル・ウェディング』（2021年）にもトカゲの姿のままで登場し、マルとベンの結婚式に出席する。
スピンオフ映画『ディセンダント4』では、ティーンエイジャーのマレフィセントがマルスによって演じられる。

### テレビシリーズ

#### ハウス・オブ・マウス
マレフィセントは、アニメシリーズ『ハウス・オブ・マウス』に登場するキャラクターで、声はロイス・ネットルトンが担当している。彼女は、ハデスが彼女に恋をし、彼女の心を掴もうとするエピソード「やさしいハデス」で主要な役割を果たす。また、シリーズのビデオ映画『ミッキーの悪いやつには負けないぞ!』にもヴィランズの1人として登場し、他のヴィランたちと共に「悪役の館」というミュージカルナンバーに参加する。

#### ワンス・アポン・ア・タイム
ABCのテレビシリーズ『ワンス・アポン・ア・タイム』では、別のバージョンのマレフィセントがクリスティン・バウアー・ヴァン・ストラテンによって演じられている。
彼女は第1シーズンのエピソード「この世で一番愛するもの」で回想シーンに初登場し、レジーナ（女王）が彼女の助けを求めに行く。この時、マレフィセントは巻き毛のブロンドヘアでピンクのドレスを着た女性として描かれている。彼女は第1シーズンの最終話「魔法のない国」で、エマ・スワンによってドラゴンの姿のまま倒される。
その後、第2シーズンのエピソード「悪い女王」で不死の姿となり、フックが彼女と対決する。
彼女は第4シーズン後半で、主要な敵役の1人として登場し、ミスター・ゴールド（ルンペルシュティルツキン）によって復活させられる。この時、彼女の見た目はディズニーのアニメ版にインスパイアされたものになっている。彼女は、アースラやクルエラ・ド・ヴィル、そして一時的に女王と共に「暗黒の女王たち」と呼ばれるグループの1員である。ドラゴンの姿で、彼女はリリス（ニコール・ムニョス［ティーン時代］／アグネス・ブルックナー［大人時代］）の母親となり、彼女を見つけるために主人公たちと取引を行う。シリーズの最終話では、リリスの父親がゾロであり、誰も彼がドラゴンに変身できることを知らなかったということが対話の中で明らかになる。
スピンオフシリーズ『ワンス・アポン・ア・タイム・イン・ワンダーランド』では、ロビン・フッドと彼の仲間たちがエピソード「Forget Me Not」でマレフィセントの城に潜入するが、彼女自身は登場せず、侵入者を発見した時のドラゴンの咆哮だけが聞こえる。

### ビデオゲーム

#### キングダム ハーツ シリーズ
キングダム ハーツシリーズで主要なヴィランの1人として登場する。英語版ではスーザン・ブレイクスリー、日本語版では沢田敏子が声を担当している。ほぼ全てのゲームに登場し、多くの世界を闇に包み込んで支配しようと暗躍する。『キングダム ハーツII』からはピートと行動を共にしている。
シリーズ一作目『キングダム ハーツ』（2002年）で、ハートレスを使って闇を利用し、世界を支配しようとするヴィランズ（ジャファー、ハデス、フック船長、アースラと言ったディズニー作品のヴィランの集団）のリーダーとして登場する。本拠地としたワールド「ホロウバスティオン」の「虚ろなる城」で主人公ソラを待ち受けるが、真の黒幕である闇の探求者アンセムに裏切られ、闇の力が暴走したマレフィセントドラゴンと化すも、最終的にソラに敗れる。
『キングダム ハーツ チェイン オブ メモリーズ』（2004年）のソラ編では、ソラの記憶の断片から構成された存在として登場。闇の魔法を完成させるべくベルとビーストを利用しようとしたが、最後はマレフィセントドラゴンに変身した後にソラ一行に倒される。リク編でも同じくリクの記憶から作られた幻として登場し、闇に染まっていたリクでは闇の存在にしか会えない事を告げ、リクが闇を憎むあまり戦うことしか考えられていない点を指摘した。その後はソラ編同様にドラゴン化し、リクに倒される。
『キングダム ハーツII』（2005年）では復活を遂げ、ピートの助けを借りて新たな拠点を見つけ、新しいヴィランズを集めようとする。しかしソラ達の敵である組織・XIII機関とも敵対していたため、利害一致によりソラに助力する場面もある。最終局面では、XIII機関の本拠地である「存在しなかった城」を報酬として、ソラ一行を先に行かせるべく迫り来る敵の大群に立ち向かった。
『キングダム ハーツ コーデッド』（2008年）では、ディズニーキャッスルに侵入していたピートからデータ世界の情報を聞き、世界征服に利用するべく自身もデータ世界に赴く。主人公データ・ソラのキーブレードを破壊したりと、再び恐るべき敵として描かれるが、最終的にはソラ・ハートレスのデータによって窮地に立たされ、データ・ソラによって救われた。この際に『KH2』における貸しを返してもらったと言って大人しく帰るも、既に別の野望に向けて動き出していた。
『キングダム ハーツ バース バイ スリープ』（2010年）では彼女の過去が描かれ、自身の世界である「エンチャンテッド・ドミニオン」で、『眠れる森の美女』と同じ役割を果たす姿が描かれる。
『キングダム ハーツ 3D ［ドリーム ドロップ ディスタンス］』（2012年）では、『コーデッド』の一件から世界のデータに目をつけ、ピートと共にディズニーキャッスルに侵入する。ミニーを人質に取って世界のデータを要求するが、リア（アクセル）の乱入によって阻止される。データが何なのかはよく理解していない模様で、「でぇた」と呼んでいる。
『キングダム ハーツ ユニオン クロス』（2017年）では、遥か大昔の時代に「エンチャンテッド・ドミニオン」がデータ上に再現されたという設定で『バース バイ スリープ』と同じ役割を果たし、未来の出来事のイメージとして登場する。しかし実はマレフィセントだけは再現データではなく、『KH』で倒された時点から時間移動してきた本人であった。敗北後、「闇」の導きによって自分の時代に帰り、『KH2』で描かれた通り復活を遂げる。
『キングダム ハーツIII』（2019年）ではピートと共に「黒い箱」を探している。ソラ一行と真XIII機関の最終決戦にはほぼ関与せず、最後はこの世界に舞い戻ったロストマスターの様子を窺っている。

#### その他のゲーム
マレフィセントは、コンピュータゲーム『ミッキーマウス 不思議の国の大冒険』（1987年）の北米版で、最終ボスとして登場する（オリジナルの日本版ではハートの女王が最終ボスだった）。
2014年の実写映画での姿を模したマレフィセントは、『ディズニー インフィニティ』シリーズのコンピュータゲームでプレイヤーキャラクターとして登場し、『ディズニー インフィニティ2.0』（2014年）で初登場した。声はラジア・バルーディが担当している。他のプレイヤーキャラクターと同様に、マレフィセントのタイインフィギュアも発売された。
マレフィセントは、コンピュータゲーム『ディズニー マジックキングダムズ』（2016年）で主要なヴィランとして登場し、タイトルにもなっているキングダムに呪いをかける。また、彼女は通常、限定イベントである「タワーチャレンジ」に登場し、イベントのボスバトルに参加する。
別バージョンのマレフィセントは、コンピュータゲーム『Disney ミラー・ウォリアーズ』でもプレイヤーキャラクターとして登場する。

### テーマパーク

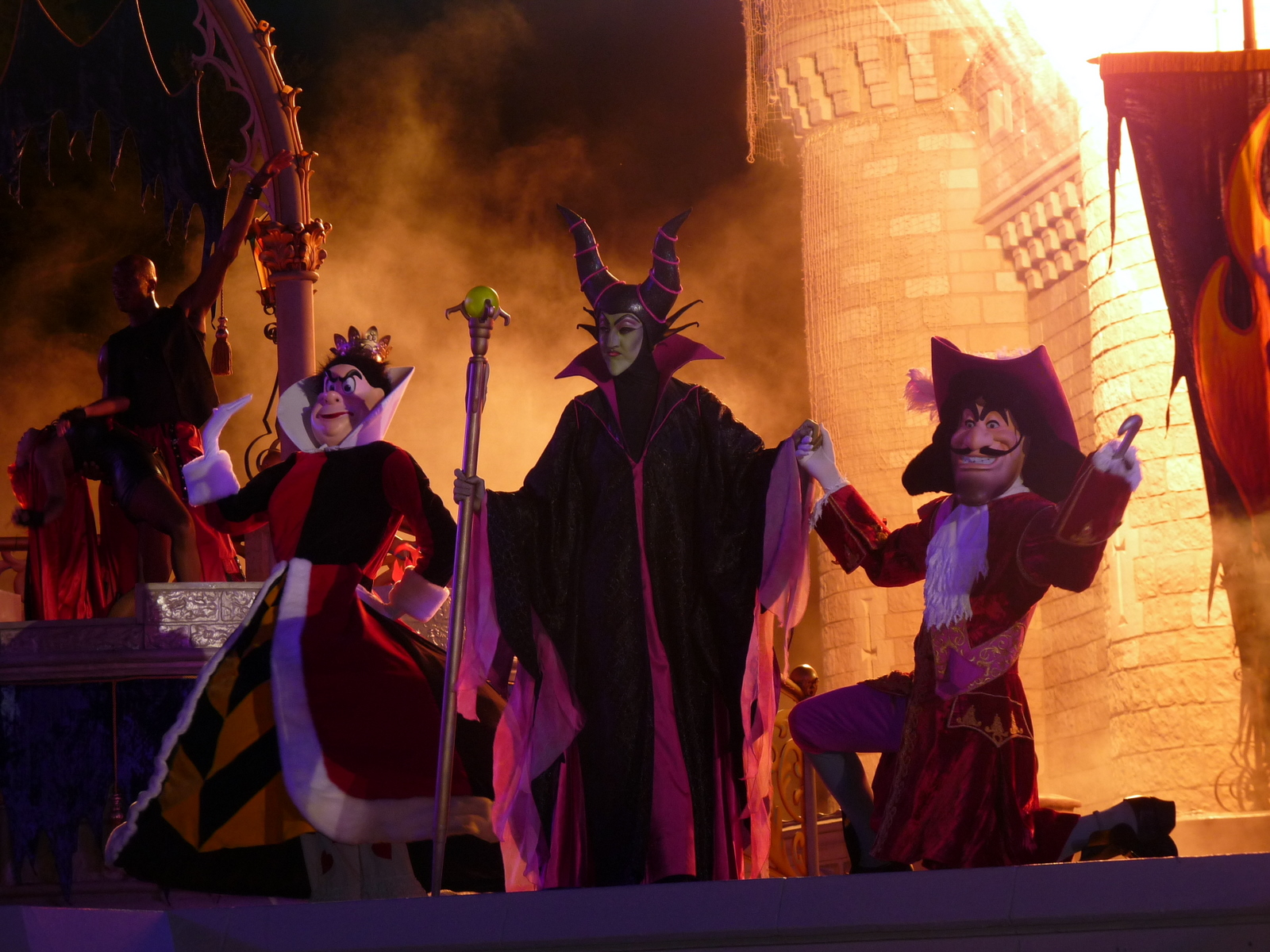
ハートの女王（左）とフック船長（右）と共に『ミッキーのノット・ソー・スケアリー・ハロウィーン・パーティー』に登場した（2009年）

マレフィセントは、ディズニーパークでグリーティングに登場することがある。彼女はアトラクションやショーにも登場し、他のディズニーヴィランズと共に関わることが多く、『ファンタズミック!』（リンダ・ゲイリーが声を担当）、『ミッキーのノット・ソー・スケアリー・ハロウィーン・パーティー』、または『ドリーム・アロング・ウィズ・ミッキー』などのショーで見ることができる。

### 印刷メディア
リドリー・ピアソンによる『キングダム・キーパーズ』の本シリーズでは、マレフィセントが最初に遭遇する「オーバーテイカーズ」の1人として登場し、ディズニーワールドの境界を越えて世界を支配しようとする。
マレフィセントは、『眠れる森の美女』の続編である本『マレフィセントの復讐（Maleficent's Revenge）』にも登場する。
マレフィセントは、セリーナ・ヴァレンティーノのディズニーヴィランズシリーズの本『ディズニー みんなが知らない眠れる森の美女 カラスの子ども マレフィセント（Mistress of All Evil: A Tale of the Dark Fairy.）』において、主人公として描かれている。

### 『ザ・シンプソンズ』の短編
『ザ・シンプソンズ』の短編「シンプソンズのプラス・アニバーサリー」（2021年）では、マレフィセント（声：トレス・マクニール）がモーの酒場で行われるパーティーへのチェックインテーブルを担当し、ゲストリストに名前がないホーマーの入場を拒否する。
別の『ザ・シンプソンズ』の短編「リサ・シンプソンのクラブへようこそ」（2022年）では、マレフィセントが他のディズニーヴィランズと共に登場し、リサ・シンプソンにヴィランの楽しさを説得しようとする。

### その他の出演
マレフィセントは、レゴのアニメーションスペシャル『LEGO ディズニープリンセス：お城の冒険』（2023年）でドラゴンの姿で登場し、ガストンの手下としての役割を果たす。しかし、プリンセスたちが彼女の傷ついた翼に気づき、それを治して助けたことで、マレフィセントはプリンセスたちの側につき、ガストンを倒して彼女たちを助ける。
マレフィセントは、短編映画『ワンス・アポン・ア・スタジオ -100年の思い出-』（2023年）にもカメオ出演しており、集合写真を撮るために集まったウォルト・ディズニー・アニメーション・スタジオのキャラクターの一員として登場する。

## キャスト

### 原語版声優
- エレノア・オードリー（1959年公開版）
- リンダ・ゲイリー（英語版）（1992年 - 1995年）：「ファンタズミック!」「ディズニー・ファンティリュージョン!」を担当。
- ロイス・ネットルトン（2001年 - 2002年）：「ハウス・オブ・マウス」を担当。
- スーザン・ブレイクスリー（英語版）（2002年 - 現在）
- ラジア・バルウディ：「ディズニー インフィニティ」を担当。
- トレス・マクニール：「シンプソンズのプラス・アニバーサリー」を担当。

### 実写版キャスト
- クリスティン・バウアー・ヴァン・ストラテン（英語版）：『ワンス・アポン・ア・タイム』シリーズ（2011年 - 2018年）
- アンジェリーナ・ジョリー：『マレフィセント』『マレフィセント2』（2014年、2019年）
- クリスティン・チェノウェス：『ディセンダント』（2015年）

### 日本語吹替版声優

#### アニメ版
- 北林谷栄（1960年公開版）
- 香椎くに子（1960年日本コロムビア版レコード）
- 荘司美代子（1971年キングレコード版レコード）
- 小宮和枝（1993年）
- 沢田敏子（1995年 - 現在）

#### 実写版
- 日野由利加（2011年 - 2018年）：『ワンス・アポン・ア・タイム』シリーズを担当。
- 深見梨加（2014年、2019年）：『マレフィセント』『マレフィセント2』を担当。
- 唐沢潤（2015年）：『ディセンダント』を担当。

## 評価
オリジナルのマレフィセントは、「最も邪悪なディズニーヴィランズの1人」と称されている。彼女は一般的に、「洗礼式に招かれなかったという理由だけで無垢な赤ん坊に呪いをかける、邪悪で冷酷な妖精」として描写される。ギレルモ・デル・トロは、映画『ドラゴンスレイヤー』のヴァーミスラックスとともに、マレフィセントをお気に入りのディズニードラゴンだと述べている。声優のエレノア・オードリーと監督アニメーターのマーク・デイヴィスも、演技に対して高い評価を受けている。2016年には、『ザ・フリスキー』がマレフィセントと女王を「映画史上最も完成度の高い女性悪役の2人」と表現した。
同名の実写映画シリーズに登場するマレフィセントのバージョンは、オリジナルのアニメ版とは異なる注目を集めている。ベンジャミン・ジャスティスは、このマレフィセントを「善悪を併せ持ち、強さと脆さ、復讐心と愛情を兼ね備えた、完全な人間」と評し、彼女とオーロラが異性愛的な関係や愛を重視している一方で、「一つの真実の愛」という考えに囚われて個人や公の人生の流れを定義することはないと指摘している。また、ステファンの裏切りで翼を失った後のマレフィセントの障害について分析する際、コリーン・エレイン・ドネリーは、彼女の役割を『ウィキッド』のエルファバと比較し、いずれの場合も「悪い魔女のステレオタイプを改革する意図がある」と説明している。